# Johann Kaspar von Seiller

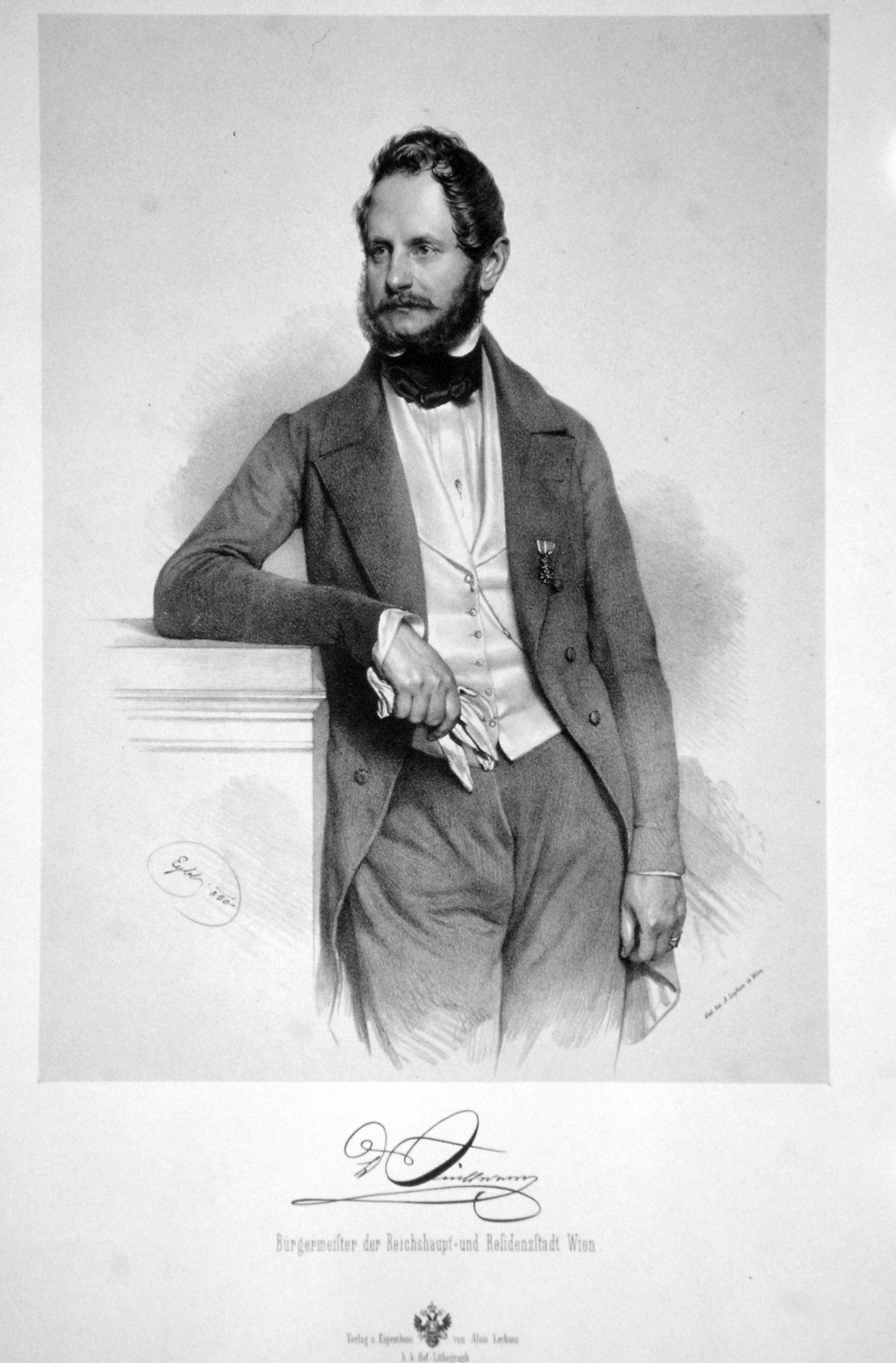
Johann Kaspar von Seiller, Lithographie von Franz Eybl, 1850

Johann Kaspar von Seiller (* 20. Oktober 1802 in Marburg an der Drau, Untersteiermark; † 10. Februar 1888 in Wien) war ein österreichischer Richter und Rechtsanwalt. Er war von 1848 bis 1851 Präsident des Gemeinderats der Stadt Wien und von 1851 bis 1861 der erste frei gewählte Bürgermeister von Wien.
Er wurde mit der Verleihung des Leopold-Ordens am 15. März 1850 in Wien von Kaiser Franz Joseph I. in den österreichischen Ritterstand erhoben. Zehn Jahre später wurde er als Bürgermeister von Wien am 19. Jänner 1860 mit Diplom vom 6. April 1860 in den österreichischen Freiherrenstand erhoben.

## Leben
Johann Kaspar von Seiller wurde als Sohn von Kaspar Seiller (1764–1856) und Antonie Edle von Peritzhofen und Ehrenheimb (1777–1864) geboren. 1823 arbeitete er als Erzieher im Hause Carl Leonhard Graf Harrachs. Er studierte von 1817 an zunächst drei Jahre in Graz, dann in Wien und wurde 1823 an der Universität Wien zum Doktor der Rechte promoviert. Er war in der Folge ab 1826 zunächst als Richter tätig, ab 1831 als Hof- und Gerichtsadvokat und Notar in Wien. Im Zuge der Revolution von 1848 wurde der konservative Liberale Seiller in den Wiener Gemeinderat gewählt und war dessen Präsident bis 1849. Die am 17. März 1849 beschlossene Provisorische Gemeindeordnung wurde im folgenden Jahr von Kaiser Franz Joseph I. bestätigt und trat am 9. März 1850 in Kraft. Am 26. Jänner 1851 wurde Seiller dann gemäß dieser Gemeindeordnung zum Bürgermeister gewählt.
In seine Amtszeit fielen die Heirat von Kaiser Franz Joseph I. mit Elisabeth in Bayern sowie eine Reihe städtebaulich wichtiger Maßnahmen wie der Abbruch der Wiener Stadtmauer, Planung und Baubeginn der Wiener Ringstrasse, die Planung der ersten Wiener Gasbeleuchtung, der Donauregulierung und des Wiener Zentralfriedhofs. 1860 wurde die Eisenbahnstrecke Wien-Salzburg-München eröffnet. 1865 wurde die Wiener Ringstraße teilweise eröffnet.
Besondere Sorgfalt wurde dem Sanitäts- und Schulwesen zugewendet sowie dem Ausbau der Beleuchtung und der Pflasterung der Straßen. Durch kluge und sparsame Finanzgebarung wurde die Finanzierung umfangreicher Projekte ermöglicht und trotz Verminderung der Einnahmen die Erhöhung der Schulden vermieden.
Hatte er das Bürgermeisteramt noch unter schwierigen Verhältnissen angetreten, so betrugen laut Stadtarchiv / Nachlass Felder die Guthaben der Stadt bei seinem Ausscheiden 10 Millionen Gulden (denen aber die Schulden der Stadt Wien gegenüberstanden). Seine untadelige Amtsführung wurde auch von seinen Gegnern und den Zeitungen anerkannt, denn nie versuchte Seiller, aus seinem Amt persönlich Kapital zu schlagen, und verzichtete sogar auf sein Jahresgehalt von 10.000 Gulden.
Im Roten Salon des Wiener Rathauses, der vom Bürgermeister für Empfänge verwendet wird, hängt ein Bildnis des Bürgermeisters Seiller von Friedrich von Amerling. Der Dichter Adalbert Stifter erwähnte ein Porträt Seillers von der Hand des Kupferstechers Joseph Axmann, über dessen Qualität er sich in einem Brief vom 29. Jänner 1858 lobend äußert. Dokumente aus dem Leben Seillers sind im Wien Museum und der Wienbibliothek im Rathaus erhalten: z. B. Korrespondenz Seillers mit Franz Liszt, Johann Nestroy u. a.
Johann-Kaspar Seiller war verheiratet mit Maria geb. Weigl (1802–1866; nach Czeike –1863) und Vater von sechs Kindern:
- Josef Freiherr von Seiller, * 1833, Hof- und Gerichtsadvokat
- Aloys von Seiller, 1833–1918, k.u.k. Diplomat, Geheimer Rat, Gesandter, bevollmächtigter Minister
- Anton Freiherr von Seiller, * 1835, Prokurist der k.u.k. priv. Pottendorfer Baumwollspinnerei und -zwirnerei
- Maria Walpurga von Schwaiger, * 1836
- Viktor Freiherr von Seiller, 1838–1866, k.k. Hauptmann
- Maximilian Freiherr von Seiller, * 1872, Oberlandesgerichtsrat (Geburtsdatum bzw. Zuordnung fraglich)

1861 lehnte Seiller seine Wiederwahl ab und lebte von da an zurückgezogen.
Im Alter von 85 Jahren starb er und wurde am Pfarrfriedhof Penzing beigesetzt. (Der Vorort wurde zwei Jahre später nach Wien eingemeindet.)

## Ehrungen
- 15. März 1850 Ritter des kaiserlichen Leopoldsordens, Adelsstand
- 26. März 1850 Ehrenbürger der Stadt Marburg (heute slow. Maribor)
- 14. Juni 1859 Ehrenbürger der Stadt Agram (Zagreb)
- 6. März 1860 Ehrenbürger der Stadt Graz
- 2. April 1860 Ehrenbürger der Stadt Ofen (Budapest)
- 6. April 1860 Erhebung in den Freiherrenstand
- Ehrenmitglied der Wiener Handelskammer, der Wiener Handelsakademie, der Wiener  Künstlergesellschaft